# Fredrik Holmström
Fredrik Holmström, född 27 september 1729 i Gryts socken, Östergötland, död 13 augusti 1811 i Lund, Skellefteå socken, Västerbotten, var en svensk militär och industriidkare.

## Biografi
Holmström föddes i Östergötland som son till Eric Holmström och Anna Askling. Han flyttade till Skellefteå på 1760-talet och var bosatt där fram till sin död, med undantag för några år då han var bosatt i Burträsk och åren 1779 till 1786 då han var bosatt på kaptensbostället Strömsnäs i Kåge. År 1785 köpte han gården Lund 5 Fredikslund i byn Lund. Gården ägde han till 1810 då den övertogs av hans dotter Anna Fredrika.
Holmström var gift fyra gånger. I äktenskapet med hans första hustru, Anna Helena Bagge (f. 1741), föddes barnen Carl Christian (f. 1765), Anna Fredrika (f. 1767), Lovisa Charlotta (f. 1769), Katarina Elisabet (f. 1771), Johanna Charlotta (f. 1773), Karolina Agata (f. 1774) och Maria Helena (f. 1775). Både hustrun och den nyfödda dottern Maria Helena avled 1775. Endast fyra av barnen, samtliga döttrar, överlevde till vuxen ålder. Holmström gifte om sig först med Anna Helena Carlberg, sedan med Wendela Catharina Falck och sist med Eva Turdfjäll.
Holmström var en del av Skelleftebygdens herrnhutiska kontaktnät som bland annat  inkluderade Simon Vilhelm Carpelan och dennes bror Johan Fredrik Carpelan. Religiöst stod han dem nära. Han hade flera böcker med herrnhutisk anknytning.

## Karriär
Holmström var officer vid Västerbottens regemente och tog avsked som överstelöjtnant 1781. Året därpå grundade han skeppsvarvet Bergskärs varv i Bäck, vid Risbölefjärden, tillsammans med Johan Fredrik Carpelan, Johan Degerman och en kapten Heldt. År 1795 var en av grundarna av Ytterstfors såg.
Holmström var med i flera industriprojekt och beskrivs som "nog den störste industrimannen i Skellefteå under 1700-talets sista decennier". Han var även med i Nasafjällsprojektet där han också var en av direktörerna samt var dessutom aktiv i skötseln av Lejonströmssågen. Holmström var verksam i olika industriprojekt in på 1800-talet. Vid sin död var han inte delägare i någon såg.